# Nadia Pinardi
Nadia Pinardi (Bolonia, Italia, 22 de febrero de 1956) es una académica y oceanógrafa italiana.

## Biografía
Estudió física en la Universidad de Bolonia. Pinardi continuó para recibir el grado de un maestro en física aplicada y un PhD en física aplicada (oceanografía física) de Universidad de Harvard. De 1986 a 1988, fue becaria postdoctoral en oceanografía física en Harvard. En 1999, se convirtió en profesora asociada de oceanografía física en la Universidad de Bolonia. 
Fue una investigadora asociada en el Instituto Nacional de Geofísica y Vulcanología y en el Centro Euromediterráneo del Cambio Climático. Desde mediados de la década de 1990, Pinardi ha coordinado la aplicación de la oceanografía operacional en el mar Mediterráneo para el Sistema Mundial de Observación de los Océanos de la UNESCO. Es directora del Grupo Nacional de Oceanografía Operacional en el Istituto Nazionale di Oceanografia y copresidenta del Comité Conjunto de Oceanografía y Meteorología Marina de la Organización Meteorológica Mundial.
En 2007, Pinardi recibió la Medalla Fridtjof Nansen de la Unión Europea de Geociencias (EGU) y, en 2008, la Medalla UNESCO de Roger Revelle. En 2015, fue galardonada con la Orden del Mérito de la República Italiana.
Ella es una miembro de la junta editorial del diario de la Universidad de Yale para investigación marina "The Sea". Ella es editora del Journal of Geophysical Research: Oceans. Ha sido editora asociada del Journal of Operational Oceanography y ha sido editora de temas para varias revistas de EGU(Unión Europea de Geociencias).
Su libro Misurare il mare (2009) fue galardonado con el premio Sanremo al mejor libro científico popular sobre el mar.